# Cúp bóng đá nữ Đông Á 2015
Cúp bóng đá nữ Đông Á 2015 diễn ra tại Trung Quốc từ 1 tháng 8 tới 8 tháng 8 năm 2015. CHDCND Triều Tiên là đội giành chức vô địch.

## Vòng loại 1
Diễn ra tại Guam (UTC+10).
| Đội                  | Tr | T | H | B | BT | BB | HS  | Đ |
| -------------------- | -- | - | - | - | -- | -- | --- | - |
| Guam                 | 2  | 2 | 0 | 0 | 18 | 0  | +18 | 6 |
| Quần đảo Bắc Mariana | 2  | 1 | 0 | 1 | 7  | 7  | 0   | 3 |
| Ma Cao               | 2  | 0 | 0 | 2 | 0  | 18 | −18 | 0 |

| Guam                                                                              | 7−0 | Quần đảo Bắc Mariana |
| --------------------------------------------------------------------------------- | --- | -------------------- |
| Surber 7', 90' · Valla 8' · Zavala 30' · Amezola 50' · Kobinsky 51' · Kaufman 85' |     |                      |

| Guam                                                                                           | 11−0 | Ma Cao |
| ---------------------------------------------------------------------------------------------- | ---- | ------ |
| ? ?' (l.n.) · Kobinsky ?' · Surber ?', ?', ?', ?' · Kaufman ?', ?', ?' · Perez ?' · Willter ?' |      |        |

| Quần đảo Bắc Mariana                                                                         | 7−0 | Ma Cao |
| -------------------------------------------------------------------------------------------- | --- | ------ |
| Vergara 19' · Maxberry 28', 65' · Race 45' · Silberburger 73' · Castillo 81' · Schuler 90+3' |     |        |

## Vòng loại 2
Diễn ra tại Đài Loan (UTC+8).
| Đội               | Tr | T | H | B | BT | BB | HS  | Đ |
| ----------------- | -- | - | - | - | -- | -- | --- | - |
| Hàn Quốc          | 3  | 3 | 0 | 0 | 26 | 0  | +26 | 9 |
| Đài Bắc Trung Hoa | 3  | 2 | 0 | 1 | 6  | 2  | +4  | 6 |
| Hồng Kông         | 3  | 1 | 0 | 2 | 3  | 11 | −8  | 3 |
| Guam              | 3  | 0 | 0 | 3 | 0  | 22 | −22 | 0 |

| Hàn Quốc | 15−0    | Guam |
| --- | ------- | ---- |
| Ji So-yun 26', 66' · Yoo Young-a 30' · Kim Hye-yeong 36' · Jeon Ga-eul 39', 56', 70', 90+1' · Kim Hye-ri 43' · Park Hee-young 49' · Yeo Min-ji 73' · Lee Jung-eun 76', 79', 83', 90+2' | Báo cáo |      |

| Đài Bắc Trung Hoa    | 2–0     | Hồng Kông |
| -------------------- | ------- | --------- |
| Đàm Vấn Lâm 64', 72' | Báo cáo |           |

| Hồng Kông | 0–9     | Hàn Quốc |
| --------- | ------- | --- |
|           | Báo cáo | Ji So-yun 16' (ph.đ.) · Jeon Ga-eul 18' · Lee Jung-eun 25', 42' · Yeo Min-ji 26', 36', 45+2', 77' · Kim Do-yeon 58' |

| Đài Bắc Trung Hoa                                     | 4–0     | Guam |
| ----------------------------------------------------- | ------- | ---- |
| Lâm Nhã Hàm 6' · Dư Tú Tinh 43', 77' · Lại Lệ Cầm 49' | Báo cáo |      |

| Guam | 0–3     | Hồng Kông                                  |
| ---- | ------- | ------------------------------------------ |
|      | Báo cáo | Phùng Nhã Kỳ 8', 38' · Vương Thục Phần 65' |

| Đài Bắc Trung Hoa | 0–2     | Hàn Quốc                           |
| ----------------- | ------- | ---------------------------------- |
|                   | Báo cáo | Kwon Hah-nul 32' · Jeon Ga-eul 53' |

## Vòng chung kết
Vòng chung kết diễn ra tại Vũ Hán, Trung Quốc.
Giờ địa phương là UTC+8.
| Đội               | Tr | T | H | B | BT | BB | HS | Đ |
| ----------------- | -- | - | - | - | -- | -- | -- | - |
| CHDCND Triều Tiên | 3  | 3 | 0 | 0 | 9  | 4  | +5 | 9 |
| Hàn Quốc          | 3  | 2 | 0 | 1 | 3  | 3  | 0  | 6 |
| Nhật Bản          | 3  | 1 | 0 | 2 | 5  | 6  | −1 | 3 |
| Trung Quốc        | 3  | 0 | 0 | 3 | 2  | 6  | −4 | 0 |

| CHDCND Triều Tiên                         | 4–2     | Nhật Bản                |
| ----------------------------------------- | ------- | ----------------------- |
| Ri Ye-gyong 36', 66' · Ra Un-sim 79', 81' | Báo cáo | Masuya 49' · Sugita 70' |

| Trung Quốc | 0–1     | Hàn Quốc          |
| ---------- | ------- | ----------------- |
|            | Báo cáo | Jung Seol-bin 27' |

| Nhật Bản     | 1–2     | Hàn Quốc                            |
| ------------ | ------- | ----------------------------------- |
| Nakajima 30' | Báo cáo | Cho So-hyun 54' · Jeon Ga-eul 90+3' |

| Trung Quốc                                 | 2–3     | CHDCND Triều Tiên                    |
| ------------------------------------------ | ------- | ------------------------------------ |
| Lý Đông Na 32' (ph.đ.) · Vương San San 52' | Báo cáo | Kim Yun-mi 5' · Wi Jong-sim 24', 69' |

| Hàn Quốc | 0−2     | CHDCND Triều Tiên               |
| -------- | ------- | ------------------------------- |
|          | Báo cáo | Yun Song-mi 22' · Ra Un-sim 52' |

| Trung Quốc | 0–2     | Nhật Bản                    |
| ---------- | ------- | --------------------------- |
|            | Báo cáo | Yokoyama 88' · Sugita 90+1' |